# Šaban Šaulić
Šaban Šaulić, serb. Шабан Шаулић (ur. 6 września 1951 w Šabacu, zm. 17 lutego 2019 w Bielefeld) – serbski piosenkarz wykonujący gatunki folk i turbofolk. Jego kariera trwała ponad pięćdziesiąt lat, a jego wyrafinowany barytonowy głos czynił go jednym z najwybitniejszych serbskich piosenkarzy z gatunku pop-folk.

## Wczesne życie
Šaulić urodził się w Šabacu. Jego matka Ilduza Demirović pochodziła z Bijeljiny w Bośni i Hercegowinie. Jego ojciec zmarł, podczas gdy Šaulić był w Australii w trasie sylwestrowej. Nie mógł iść na pogrzeb swojego ojca następnego dnia i często powtarzał, że nigdy nie będzie w stanie pogodzić się z tym faktem.

## Kariera
Wydał swój debiutancki album EP Dajte mi utjehu wydał w 1969 roku, kiedy miał osiemnaście lat.
Šaulić odbył koncert w Sava Centar w Belgradzie w dniu 25 listopada 2011 roku. Był jednym z jurorów w telewizyjnym konkursie śpiewu Pinkove Zvezde.

## Śmierć
Šaulić zginął w wypadku drogowym 17 lutego 2019 roku w Bielefeld w Niemczech.